# Virieu-le-Petit
Virieu-le-Petit is een plaats en voormalige gemeente in het Franse departement Ain in de regio Auvergne-Rhône-Alpes en telt 281 inwoners (1999). De plaats maakt deel uit van het arrondissement Belley. Op 1 januari 2019 is Virieu-le-Petit opgegaan in de nieuwe gemeente Arvière-en-Valromey. 

## Geografie
De oppervlakte van Virieu-le-Petit bedraagt 16,4 km², de bevolkingsdichtheid is 17,1 inwoners per km².
De onderstaande kaart toont de ligging van Virieu-le-Petit met de belangrijkste infrastructuur en aangrenzende gemeenten.

## Demografie
Onderstaande figuur toont het verloop van het inwonertal (bron: INSEE-tellingen).
Vanwege een beveiligingsprobleem met de MediaWiki Graph-software is het momenteel niet mogelijk deze grafiek weer te geven. Zodra de software is bijgewerkt zal de grafiek vanzelf weer zichtbaar worden.